# Rezerwat przyrody Dury
Rezerwat przyrody Dury – torfowiskowy ścisły rezerwat przyrody w województwie kujawsko-pomorskim, powołany w 1975 roku w celu zachowania rzadkich zespołów roślinności wodnej i torfowiskowo-bagiennej. Zajmuje powierzchnię 13,02 ha (akt powołujący podawał 12,59 ha). Wokół rezerwatu utworzono otulinę o powierzchni 51,67 ha.

## Położenie
Rezerwat „Dury” położony jest w gminie Osie w powiecie świeckim, na terenie leśnictwa Stara Rzeka (Nadleśnictwo Osie), około 4 km na północ od Osia. Leży na obszarze Wdeckiego Parku Krajobrazowego.

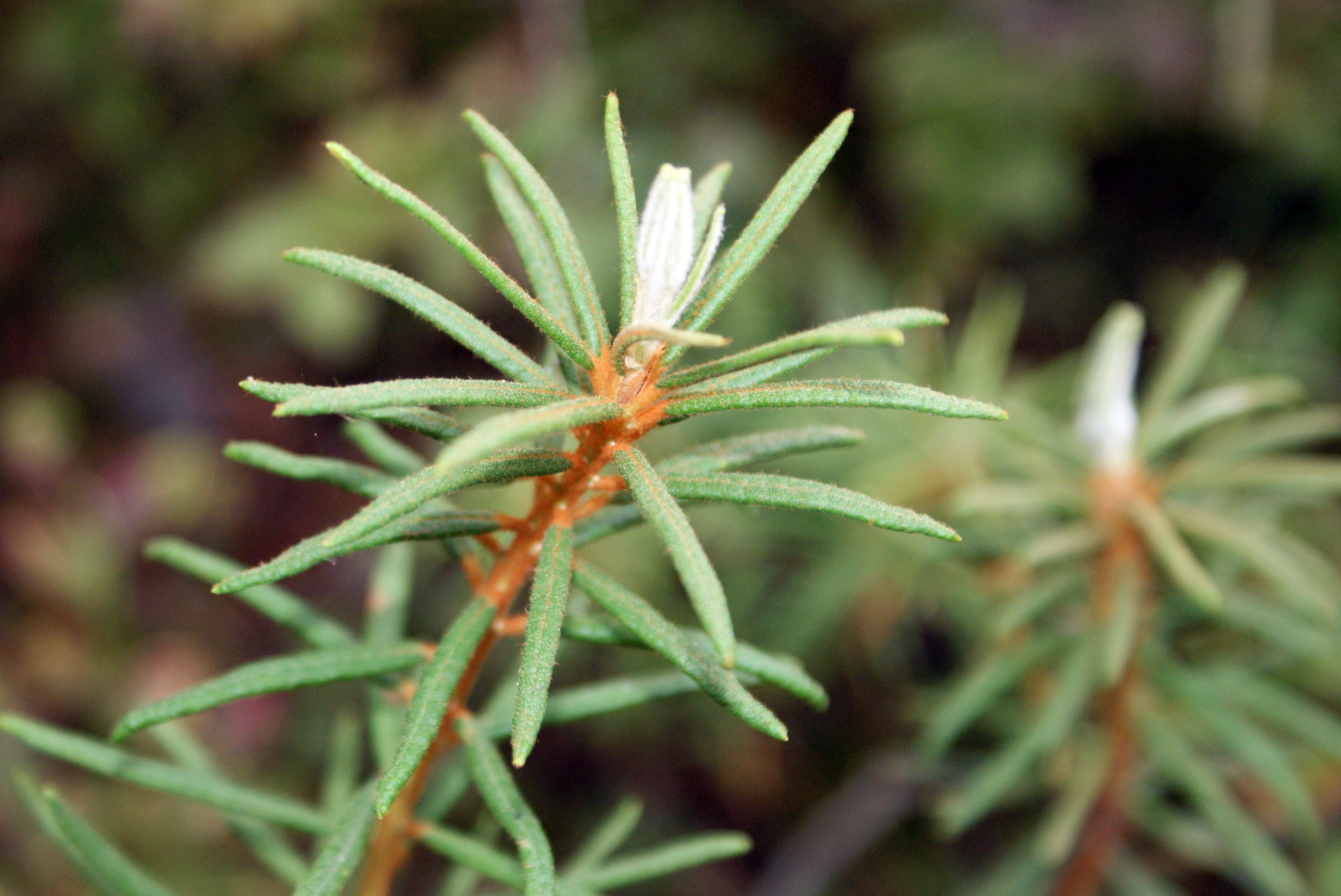
Bagno zwyczajne na terenie rezerwatu

## Charakterystyka
Rezerwat składa się z pięciu osobnych fragmentów. Tworzą go cztery niewielkich rozmiarów śródleśne jeziorka dystroficzne oraz otaczające je torfowiska. Specyficzny biotop sprzyja występowaniu roślinności charakterystycznej dla terenów podmokłych i unikatowej w skali kraju, np. rosiczek (okrągłolistnej, długolistnej i pośredniej).
Ochroną obejmuje rzadkie zespoły roślin wodnych i torfowiskowo-bagiennych, m.in.:
- żurawinę drobnolistkową (Oxycoccus microcarpus Turcz. ex Rupr.)
- bagnicę torfową (Scheuchzeria palustris L.)
- bagno zwyczajne (Ledum palustre L.)
- grzybienie północne (Nymphaea candida Presl)
- grzybienie białe (Nymphaea alba L.)
- narecznicę grzebieniastą (Dryopteris cristata)[3][4]